# Cianorte FC
Der Cianorte Futebol Clube, in der Regel nur kurz Cianorte genannt, ist ein Fußballverein aus Cianorte im brasilianischen Bundesstaat Paraná.
Aktuell spielt der Verein in der vierten brasilianischen Liga, der Série D.

## Stadion
Der Verein trägt seine Heimspiele im Estádio Olimpico Albino Turbay, auch unter dem Namen Olímpico bekannt, in Cianorte aus. Das Stadion hat ein Fassungsvermögen von 7000 Personen.

## Trainerchronik
Stand: Mai 2025
| Trainer              | Nation                | von               | bis               |
| -------------------- | --------------------- | ----------------- | ----------------- |
| Caio Júnior          | Brasilien             | 1. November 2003  | 12. Mai 2004      |
| Caio Júnior          | Brasilien             | 1. Juli 2004      | 13. April 2005    |
| Gilson Kleina        | Brasilien Deutschland | 1. Juni 2005      | 25. Juni 2005     |
| Bagé                 | Brasilien             | 5. April 2013     | 3. Mai 2013       |
| Rogério Perrô        | Brasilien             | 5. Dezember 2014  | 30. Juni 2015     |
| Paulo Turra          | Brasilien Italien     | 19. November 2015 | 30. November 2016 |
| Marcelo Caranhato    | Brasilien             | 26. Januar 2017   | 28. Mai 2018      |
| Cristian de Souza    | Brasilien             | 3. August 2018    | 2. April 2019     |
| Bolívar              | Brasilien             | 25. April 2019    | 8. Juli 2019      |
| João Burse           | Brasilien             | 20. November 2019 | 21. März 2022     |
| Irineu Ricardo       | Brasilien             | 11. April 2022    | 8. Juni 2022      |
| Osmar Loss           | Brasilien             | 9. Juni 2022      | 25. Juli 2022     |
| Zé Roberto           | Brasilien             | 1. Januar 2024    | 4. März 2024      |
| Antonio Costa Junior | Brasilien             | 23. Februar 2024  | 26. Februar 2024  |
| Jerson Testoni       | Brasilien             | 5. März 2024      | 24. Februar 2025  |
| Alemão               | Brasilien Italien     | 25. Februar 2025  | 11. März 2025     |
| Renato Peixe         | Brasilien             | 12. März 2025     |                   |